# Uråsa landskommun
Uråsa landskommun var en tidigare kommun i Kronobergs län.

## Administrativ historik
Den 1 januari 1863 började kommunalförordningarna gälla och då inrättades cirka 2 500 kommuner (städer, köpingar och landskommuner), tillsammans täckande hela landets yta.
I Uråsa socken i Konga härad i Småland inrättades då denna kommun. Kommunreformen 1952 innebar att denna landskommun uppgick i Väckelsångs landskommun som sedan 1971 uppgick i Växjö kommun.